# Tiny Furniture
Tiny furniture (titulada Los pequeños muebles en Hispanoamérica) es una película de comedia dramática estadounidense de 2010 dirigida, escrita y protagonizada por Lena Dunham, siendo además su primer trabajo como directora en un largometraje. El filme cuenta además con las actuaciones de Laurie Simmons, Grace Dunham, David Call, Alex Karpovsky, Jemima Kirke, Amy Seimetz y Merritt Wever.
Tiny furniture fue estrenada el 15 de marzo de 2010 en el festival South by Southwest de Austin, en donde se hizo con el premio de Mejor guion original. Posteriormente, el filme sería estrenado en las salas de cine de Estados Unidos el 12 de noviembre.
La película contó con las actuaciones de la madre de Dunham, Laurie Simmons, quien interpretó el papel de madre de la protagonista; mientras que su hermana en la vida real, Grace Dunham, se hizo cargo del mismo rol en el filme, de hecho, la historia está basada en experiencias reales de la creadora luego de haber concluido sus estudios universitarios en el Oberlin College.
Además, Alex Karpovsky y Jemima Kirke aparecerían posteriormente en la serie de televisión Girls, creada por Dunham para la cadena HBO, la cual tiene ciertos puntos en común con Tiny furniture pero que se trata de una historia distinta. Aun así se considera a la película como un detonante de la serie, debido a la admiración expresada por el director estadounidense Judd Apatow a la obra de Dunham, lo que terminó en el desarrollo del trabajo que llevaría a Girls, en la que Apatow fungió como productor ejecutivo.

## Argumento
Aura (Lena Dunham) es una chica de 22 años que vuelve a casa de su madre después de concluir sus estudios universitarios, tras haber concluido su etapa de formación en Ohio debe regresar al hogar ante la falta de oportunidades laborales y una ruptura amorosa, por lo que deberá de retomar una vida que creía haber dejado atrás y volver a convivir con su familia mientras trata de encontrar su lugar en el mundo.
Aura deberá enfrentarse al mundo que se plantea al momento de llegar a la vida adulta e iniciar una nueva etapa en su vida, en el camino se encontrará con viejas amistades, amoríos, algunos empleos y descubrimientos sobre el pasado familiar que le permitirán sobrellevar los problemas en Nueva York.

## Reparto
- Lena Dunham como Aura.
- Laurie Simmons como Siri.
- Grace Dunham como Nadine.
- Jemima Kirke como Charlotte.
- Alex Karpovsky como Jed.
- David Call como Keith.
- Merritt Wever como Frankie.
- Amy Seimetz como Ashlynn.
- Garland Hunter como Noelle.
- Isen Ritchie como Jacob.
- Mike S. Ryan como Hombre sin hogar.

## Producción
El guion del filme fue escrito durante el mes de octubre de 2009, la grabación de las escenas de la película fue realizada en el mes de noviembre en locaciones de Tribeca y el Bajo Manhattan en Nueva York, para ello fue utilizada una cámara Canon EOS 7D, se contó con un presupuesto total de 65 mil dólares.

## Recepción

### Crítica
Tiny furniture ha recibido críticas positivas y cuenta con una calificación de 79% en el portal recopilador Rotten Tomatoes, con una calificación promedio de 6.9/10 basada en 96 críticas. Mientras que en el sitio web Metacritic, la película recibió una puntuación de 72 sobre 100, basada en 30 críticas, las cuales son "generalmente favorables".

### Premios
Lena Dunham fue ganadora del Premio Independent Spirit de 2010 en la categoría "Mejor guion de ópera prima" por el trabajo en Tiny furniture. Además, la película y su directora se hicieron acreedores al Premio John Guare a la Nueva generación de la LAFCA del mismo año. Por otro lado, obtuvo el Premio a la Perspectiva Independiente en el Festival de Cine de Sarasota de 2010.